# Nick Finzer
Nick Finzer (* 22. Mai 1988 in Rochester, New York) ist ein US-amerikanischer Jazzmusiker (Posaune, Komposition) des Modern Jazz.

## Leben und Wirken
Finzer wurde in eine musikalische Familie geboren; seine Mutter Sherry Finzer ist klassische Flötistin. Mit der Band der Highschool trat er beim Wettbewerb Essentially Ellington von Jazz in Lincoln Center auf. Finzer studierte schließlich an der Eastman School of Music; den Master erwarb er im Jazzprogramm der Juilliard School, an der Steve Turre sein Mentor war. 2010 wurde er Finalist beim Carl Fontana Jazz Trombone Competition der International Trombone Association, 2011 erhielt er die Auszeichnung Eastern Trombone bei der National Jazz Trombone Competition. Erste Aufnahmen entstanden 2013 mit dem Lucas Pino No Net Nonet, außerdem mit Bob Stewart (Connections - Mind the Gap) und der Eyal Vilner Big Band.
Unter der Mentorschaft von Wycliffe Gordon beschäftigte er sich zudem mit Komposition. Nach seinem Debütalbum Exposition (Outside in Music, 2013), von dem zwei Titel mit dem Herb Alpert Award der ASCAP ausgezeichnet wurden, nahm Finzer 2014 für Origin Records The Chase auf, mit Lucas Pino, Alex Wintz, Glenn Zaleski, Dave Baron und Jimmy MacBride. Finzer trat im Laufe seiner bisherigen Karriere in verschiedenen Jazzclubs und Spielstätten auf, u. a. auch mit Scott Bradlee’s Postmodern Jukebox, Wynton Marsalis und dem Jazz at Lincoln Center Orchestra, Frank Wess, Lew Tabackin, Terell Stafford, Lewis Nash und dem Tommy Dorsey Orchestra (Ghost Band), Walt Weiskopf, John Clayton, Slide Hampton, Frank Kimbrough, Carl Allen, Ray Drummond und Steve Turre auf. Im Bereich des Jazz war er zwischen 2013 und 2018 an elf Aufnahmesessions beteiligt, u. a. auch mit dem Anat Cohen Tentet (Triple Helix, 2019).  Beim Down Beat Critics Poll 2020 wurde er Sieger als Rising Star in der Kategorie Posaune.

## Diskographische Hinweise
- Hear & Now (Outside in Music, 2016)
- No Arrival (Posi-Tone, 2017), mit Lucas Pino, Victor Gould, Alex Wintz, Dave Baron, Jimmy Macbride[4]
- Legacy (2024), mit Renee Rosnes, Rufus Reid, Lewis Nash